# Serra de la Ventosa
La Serra de la Ventosa és una serra situada al municipi de Cerdanyola del Vallès a la comarca del Vallès Occidental, amb una elevació màxima de 209 metres.